# Jakub Vrána
Jakub Vrána (Praga, 28 de fevereiro de 1996)  é um jogador profissional de hóquei no gelo checo que atua na posição de ala esquerda pelo Washington Capitals, da NHL.

## Carreira
Jakub Vrána foi recrutado pelo Washington Capitals no Draft de 2014.

## Títulos

### Washington Capitals
- Stanley Cup: 2018